# Zandsuppletie

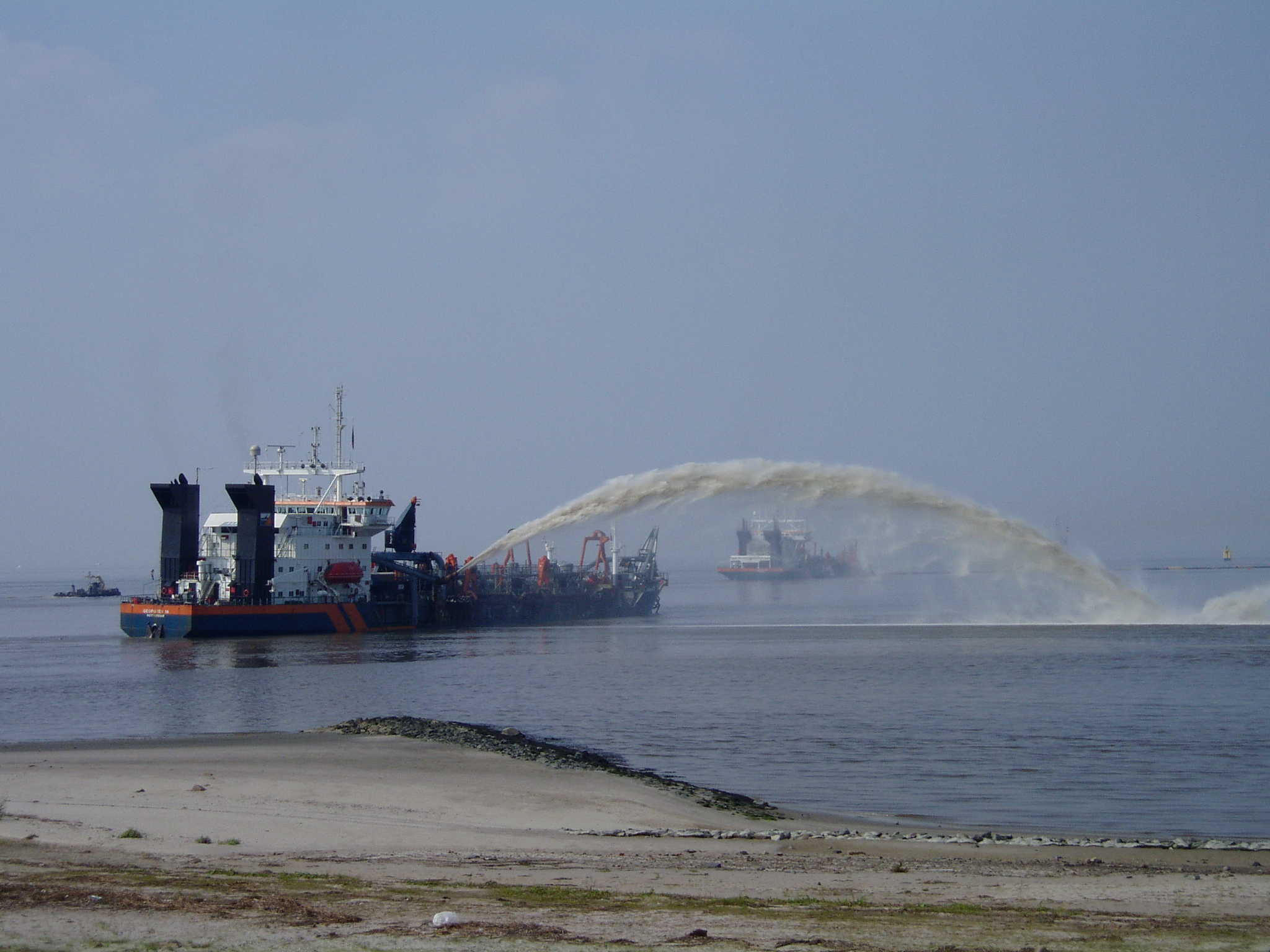
Rainbowen

Zandsuppletie is het proces waarbij sediment, dat meestal uit  zand bestaat, opgespoten wordt om bestaande stranden te verbreden of nieuwe aan te leggen of om de gehele kust (ook onder water) van extra zand te voorzien. De kustverdedigingsmaatregel wordt toegepast om veiligheidsredenen (bescherming tegen overstromen), maar een suppletie op het strand kan ook vanwege recreatieve belangen gedaan worden. Het zand dat wordt aangevoerd op de Noordzeestranden haalt men met sleephopperzuigers van wingebieden in de Noordzee.

## Toepassing
Door de stijging van de zeespiegel gaat de kust langzaam achteruit. Langs de Nederlandse en Belgische kust treedt dit verschijnsel al eeuwen op, en is de kust op sommige plaatsen al kilometers landwaarts verschoven. Maar dit is een vrij langzaam proces en tot ongeveer 1950 liet men de kust eroderen, en verzwaarde zo nodig de duinen om doorbraak bij storm tegen te gaan. 

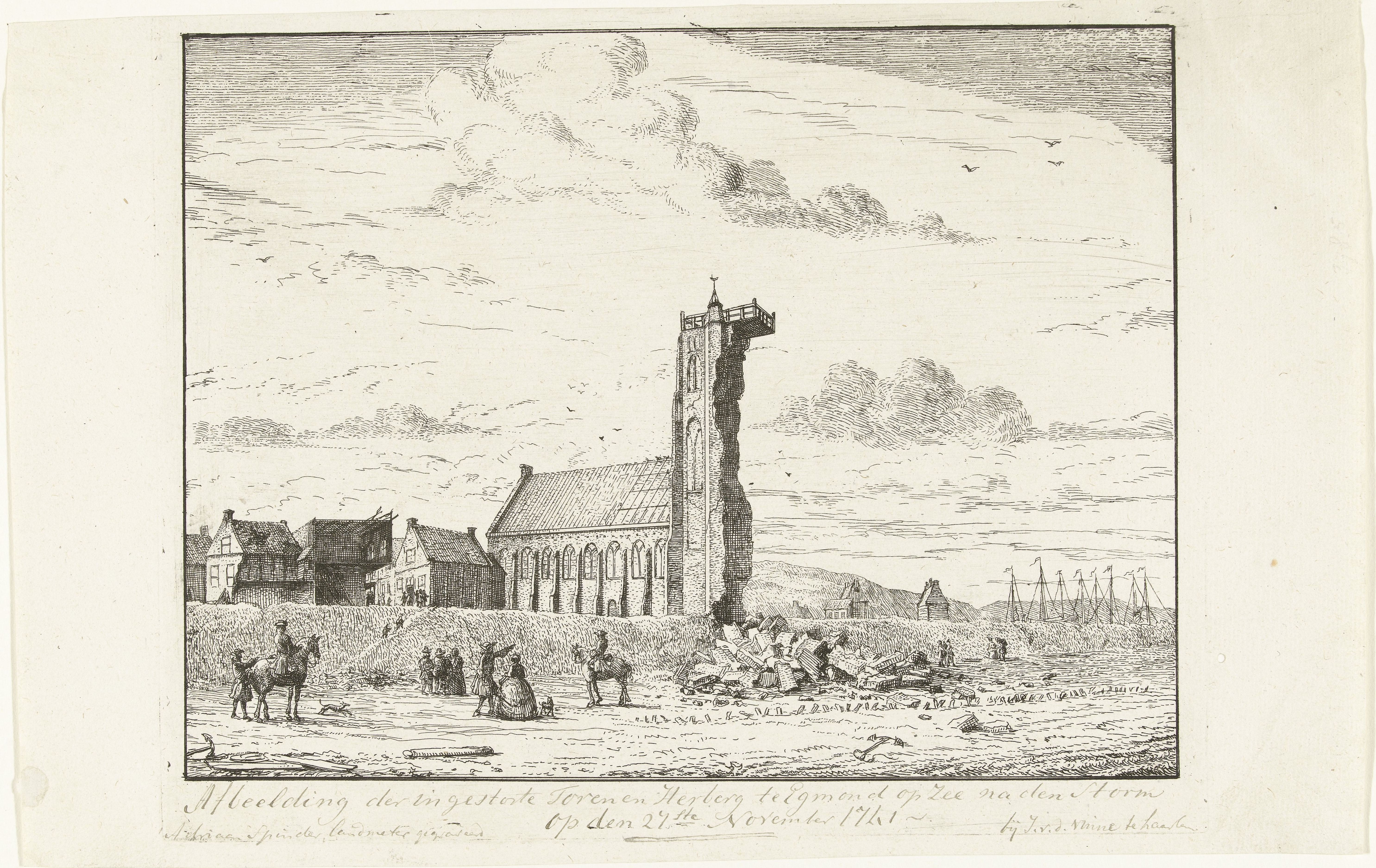
Ingestorte toren van de kerk te Egmond aan Zee, 1741 (dit punt ligt nu ca 200 m in zee)

Daarnaast de stroming in zee parallel aan de kust. Het zand verplaatst zich van zuid naar noord. Zolang er evenveel zand vanuit het zuiden wordt aangevoerd als er naar het noorden verdwijnt is er niets aan de hand. Dit is echter door ingrijpen van de mens niet meer het geval. Door de bouw van lange havendammen (Zeebrugge, Hoek van Holland, IJmuiden) werd dit transport voor een deel geblokkeerd. Verder voeren de grote rivieren van Nederland veel minder zand aan dan vroeger en is er na de afsluiting van de Zuiderzee meer behoefte aan zand voor de Waddenzee. Het erosieprobleem is daardoor groter geworden; bovendien is het gebruik va de duinen intensiever geworden, waardoor terugtrekken maatschappelijk steeds minder acceptabel is geworden. Zandsuppleties compenseren deze onbalans in de zandstromen. In Nederland is het sinds 1990 beleid om de basiskustlijn te handhaven door strand- of vooroeversuppleties.

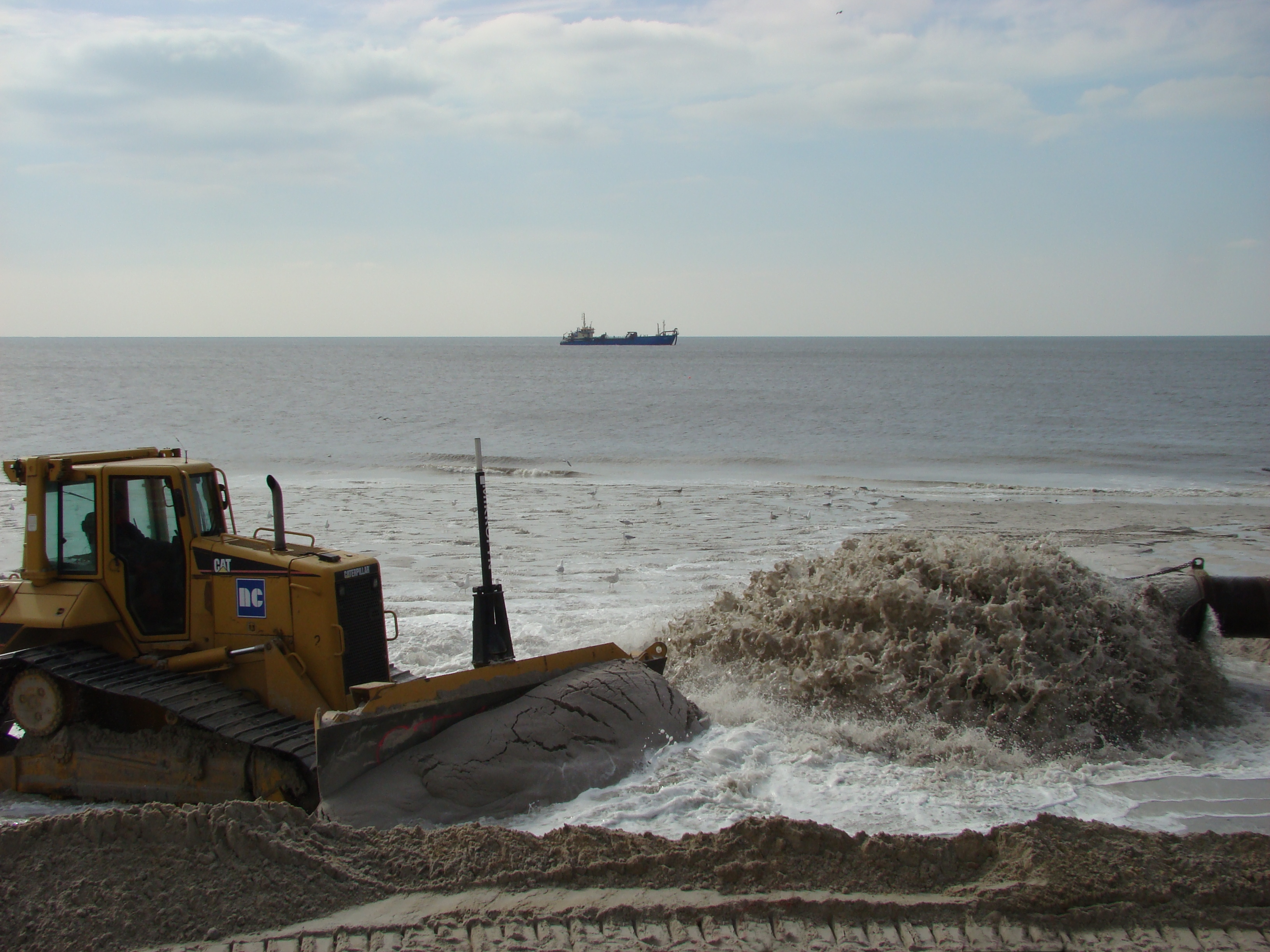
Zandsuppletie op Sylt. Op de achtergrond de sleephopperzuiger. Voor het lossen wordt de zuiger aan een drijvende leiding gekoppeld en wordt het zand door de zuiger naar het strand gepompt (links). De bulldozer verdeeld het zand over het strand en maakt tijdelijke kades om het wegstromen van zand naar zee te voorkomen.

Bij een strandsuppletie wordt het zand door een sleephopperzuiger via een pijpleiding naar het strand gepompt. Bulldozers verdelen het zand verder over het strand. Deze techniek wordt in Nederland toegepast sinds 1979.
Bij een vooroeversuppletie wordt het zand in de vooroever gestort. De vooroever is de ondiepe zee voor de kust, de voortzetting van het strand onder de laagwaterlijn. Waar het water diep genoeg is vaart de sleephopperzuiger naar de gewenste plek en dumpt er zijn lading zand. Waar het te ondiep wordt kan de sleephopperzuiger het zand rainbowen naar de gewenste plek. Deze techniek wordt in Nederland toegepast sinds 1993. Het nieuwe zand ligt als een zandbank voor de kust.

## Voordelen
Door stromingen die onder andere veroorzaakt worden door eb en vloed, golfslag en wind verplaatst zich zand in het kustprofiel. Er wordt zand uitgewisseld tussen de ondiepe zee (0 tot 20 meter diep), het strand en de duinen. De meeste zandsuppleties aan de kust vinden plaats in de ondiepe zee en zorgen ervoor dat er meer zand op het strand terechtkomt. Wanneer de wind dit zand vervolgens de duinen in blaast, groeien deze en kunnen ze het er achter gelegen land beschermen. Als er meer zand gesuppleerd wordt dan er verdwijnt, verplaatst het gehele kustprofiel zich zeewaarts.
Tijdens zware stormen (vooral in de winter) slaan er soms stukken duin af. Dit zand wordt (vooral in de zomer) voor een groot deel weer de duinen in teruggeblazen. Als er geen afvoer van zand in langsrichting langs de kust is door bijv. de brandingsstroom, blijft de kust in evenwicht. Maar vaak is er wel afvoer van zand (meestal door een gradiënt in de brandingsstroom), en dan moet dit tekort kunstmatig aangevuld worden; dit gebeurt dan door een zandsuppletie. Bovendien maken zandsuppleties het strand breder, waardoor de hoeveelheid duinafslag tijdens storm dus ook minder wordt.
Elke suppletie heeft een beperkt effect in tijd, afhankelijk van de snelheid waarin het aangevulde hoeveelheid materiaal erodeert en wordt weggevoerd dient ze herhaald te worden, zie ook het artikel over het ontwerpen van een zandsuppletie.

## Nadelen
De nadelen van een zandsuppletie zijn dat voor de winning en transport van het zand met baggerschepen nogal wat stookolie nodig is, er is dus een aanzienlijke CO2-uitstoot. Maar uit een analyse van alternatieven voor de werken bij Scheveningen, bleek dat de uitstoot van alternatieve oplossingen in dezelfde orde van grootte ligt. Toepassen van een "harde verdediging" (bijv. met waterbouwsteen) kan wel zorgen voor handhaven van de kustlijn, maar vaak zal het voorliggende strand op termijn verdwijnen; het winnen en transporteren van waterbouwsteen geeft ook veel CO2-uitstoot.
Daarnaast is er een impact op de natuur. De impact op het strand en de duinen is relatief heel klein, omdat de organismen in die gebieden gewend zijn aan een sterke dynamiek, en dus is een suppletie niet erg verstorend. Dat is anders bij het wingebied. Hierbij moet er opgelet worden dat het wingebied niet bijv. in paaigebieden van vis ligt, en dat rekolonisatie met organismen in redelijke tijd (bij voorkeur binnen een jaar) weer plaats kan vinden.
Bij een strandsuppletie wordt het strand direct veel breder, maar deze extra breedte is deels niet stabiel. Bij de eerste storm zal er wat zand naar de vooroever afstromen. Dit komt omdat het profiel niet gelijk als evenwichtsprofiel kan worden aangelegd. Bij het publiek ontstaat vaak daardoor de indruk dat bij de eerste storm er veel zand verloren gaat; dat is dus niet het geval. 
Bij een vooroeversuppletie gebeurt het omgekeerde. Hier wordt het zand op wat dieper water aangebracht en wordt het strand niet gelijk breder. In de loop der tijd zal dit zand naar het strand toekomen en de strandbreedte vergroten. 
Op termijn is het effect van een strandsuppletie en een vooroeversuppletie dus hetzelfde, alleen initieel is er een verschil.

## Alternatieven
In het verleden werd gepoogd de waterlijn op zijn plaats te houden door het bouwen van een strandmuur (Oostende, Zeebrugge, Scheveningen). De waterlijn blijft wel op zijn plaats, maar het strand voor de muur verdwijnt langzaam. Ook strandhoofden blijken niet effectief bij een kust als die van Nederland en Vlaanderen. Strandhoofden werken bij kusten waar de golven een redelijk vaste hoek van inval hebben. Daarnaast houden ze de eventuele getijgeulen weg van de kust, maar dit veroorzaak verdieping voor de koppen van die strandhoofden; die moeten dan regelmatig met hoge kosten verzwaard worden. Door de bebouwing langs de kust was er voor de Vlaamse kust dus eigenlijk geen alternatief voor strandsuppleties. In Nederland kon men kiezen tussen handhaven van de kustlijn of gecontroleerd de erosie toestaan. In 1990 is in Nederland gekozen voor handhaven van de kustlijn, dus voor strandsuppleties. Andere opties waren niet effectief, en op termijn (als het onderhoud meegerekend wordt) duurder en veel minder flexibel (zeker gezien in het kader van de klimaatonzekerheid).

## Het ontwerpen van een strandsuppletie
Voor het ontwerpen van strandsuppleties in België en Nederland wordt meestal gebruik gemaakt van strandprofielmetingen. Allen bij suppleties van afwijkende vorm (zoals de zandmotor, zie hieronder, en een suppletie bij een zeegat of estuarium) wordt gebruik gemaakt van rekenmodellen, zoals een veldmodel. Deze zijn onnauwkeuriger omdat de (golf)randvoorwaarden vaak niet nauwkeurig genoeg te bepalen zijn. Voor meer details zie het lemma over het ontwerpen van zandsuppleties.

## Vooroeversuppletie
Sinds 2000 wordt steeds vaker een suppletie uitgevoerd als vooroeversuppletie. Dan wordt het zand niet op het strand aangebracht, maar op enkele meters onder de laagwaterlijn. Het voordeel van deze manier van werken is dat het plaatsen van het zand goedkoper is (het kan direct vanuit de hopperzuiger gestort worden) en de suppletiewerkzaamheden het gebruik van het strand voor recreatie niet verstoren. Door de golfwerking wordt het zand vervolgens langzaam naar de kust toegebracht. Een vooroeversuppletie heeft op korte termijn een wat groter verlies, maar op termijn wordt dat verlies wat minder. De totale kosten van kustonderhoud door vooroeversuppletie liggen lager dan die van zandsuppletie.

## Zandmotor

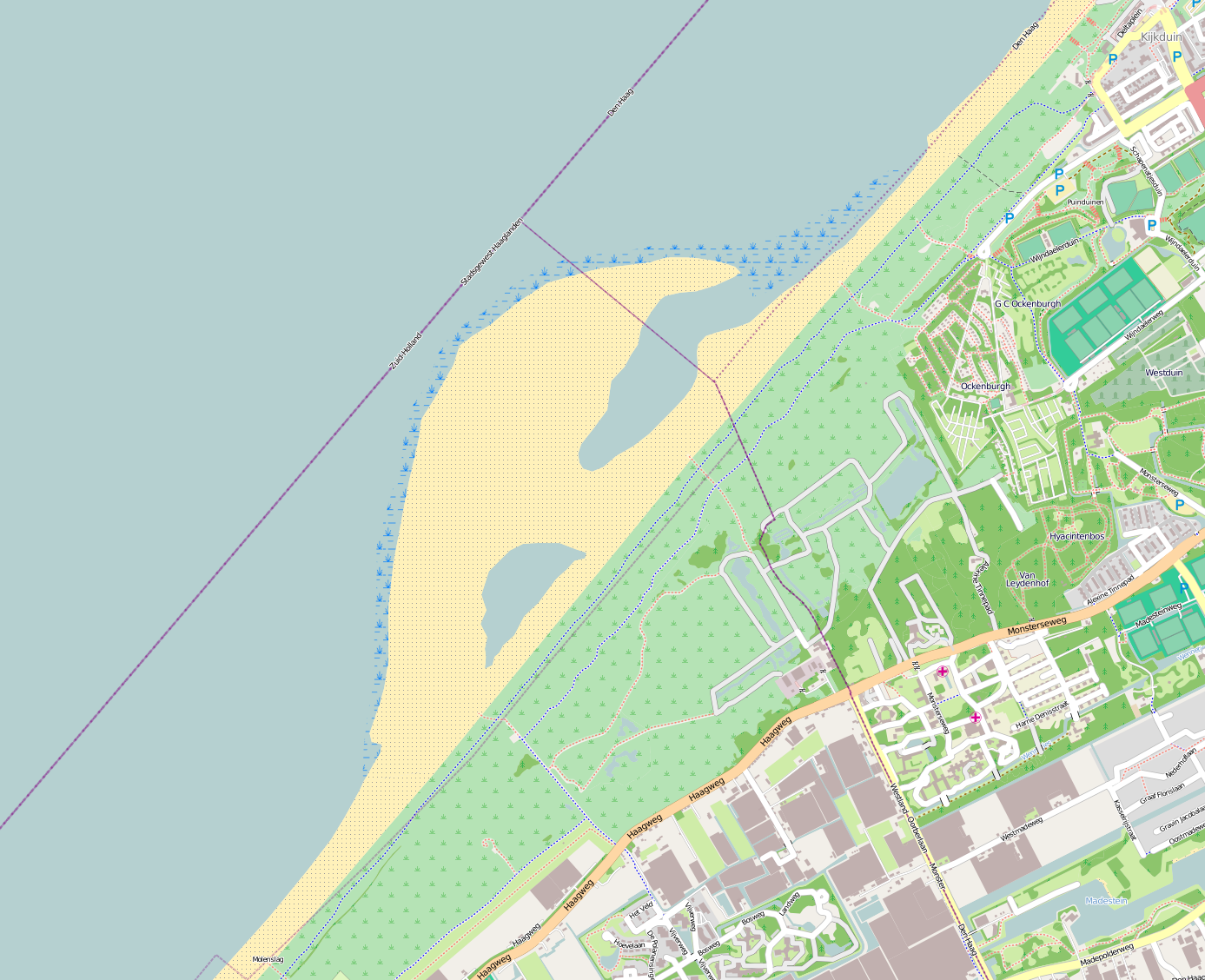
De Zandmotor

In 2011 liet Rijkswaterstaat de zogenoemde zandmotor DeltaDuin aanleggen ter hoogte van Ter Heijde aan de Zuid-Hollandse Noordzeekust. Het is een groot kunstmatig schiereiland in haakvorm voor de kust, geconstrueerd door middel van het aanbrengen van enorme hoeveelheden zand. Opzet is dat dit zand door erosie en stroming door de jaren heen noordwaarts verplaatst wordt. De frequentie van het opspuiten van zand op de kuststranden van Zuid-Holland zou hierdoor veel kleiner kunnen worden. Op lange termijn zal, als het experiment werkt zoals verwacht, de zandmotor aangevuld moeten worden met nieuw zand uit de Noordzee. Bij evaluatie in 2021 bleek dat deze wijze van zandsuppletie aan de verwachtingen voldeed. In 2019 is ook aan de Engelse kust, ter hoogte van Norfolk, een zandmotor aangelegd.

## Wingebieden
Voor elk project wordt op een andere plaats in de Noordzee zand gewonnen. Voor grote suppleties zijn dat meerdere locaties. In principe wordt zand gewonnen zeewaarts van de -20 m lijn, tenzij het gecombineerd kan worden met onderhoudsbaggerwerk voor de toegangsgeulen.
Ook wordt zeezand gewonnen als ophoogzand voor projecten op het land. Vanwege het zoutgehalte wordt dit zand niet als beton- of metselzand gebruikt. In 2018 is ca 12 miljoen m3 voor suppletiewerk gewonnen en ca. 13 miljoen m3 voor ophoogwerk.
Het wordt in dat geval niet alleen met sleephopperzuigers maar ook met beunschepen vervoerd. Een bekend beunschip voor dit vervoer is de No Limit, dat door verkeerde berekeningen bij de constructie doormidden brak in de zeesluis bij IJmuiden, toen het van zee kwam.

## Kosten en ervaringen

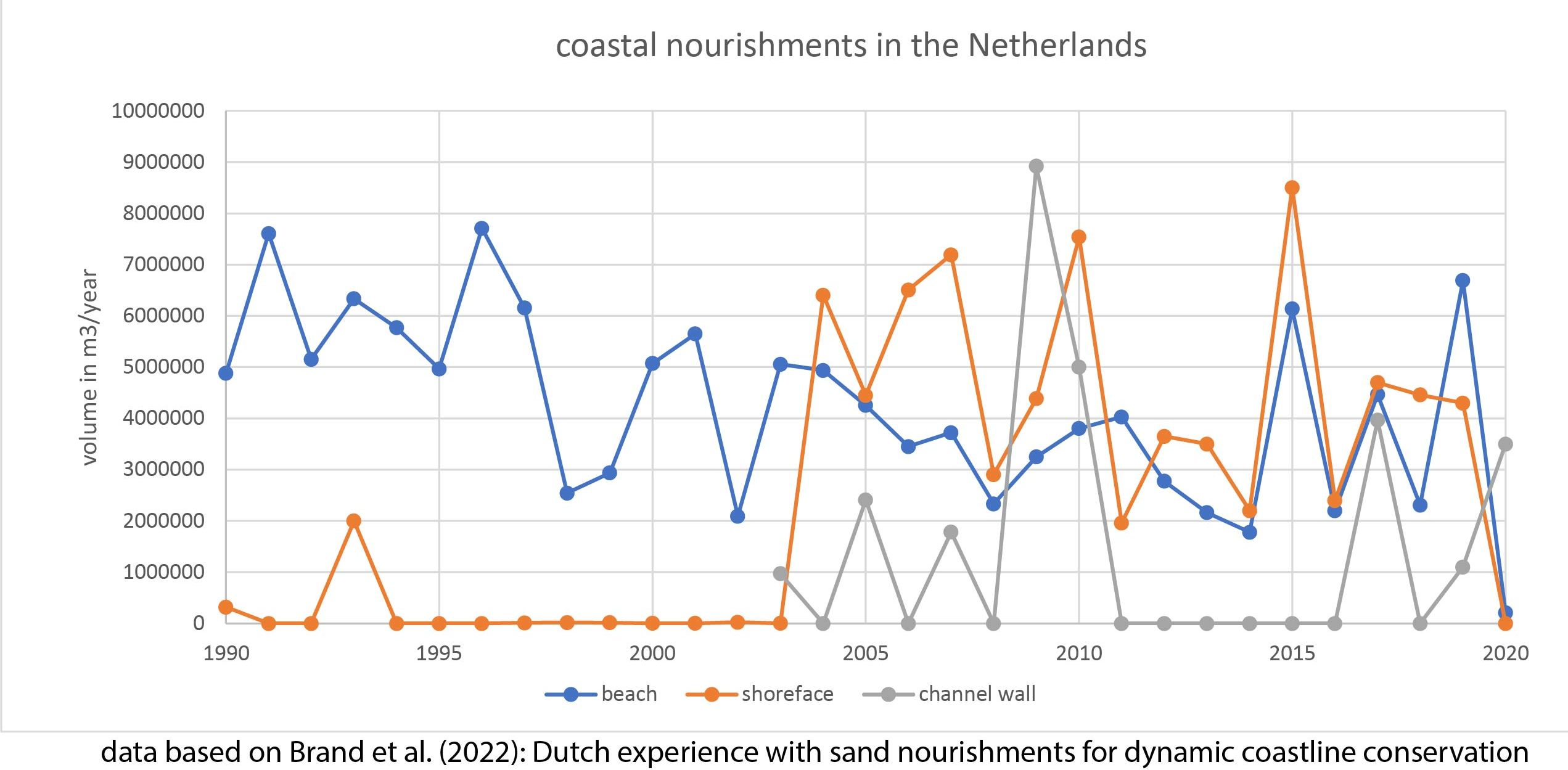
Kustsuppleties in Nederland in de periode 1990-2020

### Nederland
In de periode 1990-2020 is in totaal 236 miljoen m³ gesuppleerd, hoofdzakelijk als strandsuppletie, maar vanaf 2004 is er meer focus op vooroeversuppletie.
In 2006 zijn de kosten van suppletiewerken in detail geanalyseerd, dit gaf:
| Type | Locatie     | Kosten (miljoen €) | Hoeveelheid (miljoen m3) | Kosten (€/m3) |
| ---- | ----------- | ------------------ | ------------------------ | ------------- |
| F    | Texel       | 1,93               | 1,72                     | 1,12          |
| B    | Texel       | 3,56               | 1,16                     | 3,05          |
| F    | Callantsoog | 2,44               | 1,90                     | 1,29          |
| F    | Katwijk     | 2,14               | 1,21                     | 1,77          |
| F    | Wassenaar   | 1,39               | 0,92                     | 1,51          |
| B    | Walcheren   | 5,81               | 1,64                     | 3,51          |
| B+F  | Ameland     | 7,50               | 2,88                     | 2,61          |

F= Vooroever, B= strandsuppletie, B+F is combinatie; prijsniveau 2006, excl. BTW.

### België
In 2022 zijn er voor de Vlaamse kust een viertal suppleties gepland met een totaal volume van 1,4 miljoen m3; hiervoor is 16 miljoen euro uitgetrokken, dus €11 per m3. In de jaren daarvoor zijn vergelijkbare bedragen uitgetrokken. Dit bedrag is niet zonder meer vergelijkbaar met de kosten in Nederland, omdat aanvullende werken, zoals helm aanplant hierbij zijn inbegrepen. Ook is hierbij de BTW inbegrepen.

### Vergelijking met andere landen
In de Verenigde Staten zijn suppletiewerken heel duur, dit komt voor een deel omdat baggerwerk alleen uitgevoerd mag worden met in de VS gebouwd materieel (de Merchant Marine Act van 1920, ook wel Jones Act genaamd). Door deze protectionistische regel is er geen internationale concurrentie, hetgeen de prijs opdrijft (Europese baggerbedrijven mogen niet met eigen materieel in de VS werken). Een extreem voorbeeld is de suppletie bij Miami in 2017. Deze kostte US$ 11,5 miljoen en had een volume van 285000 (US) ton. Dit geeft een prijs van €60 per m3.
De suppleties bij Myrtle Beach (1981 - 1976) hebben US$ 70,1 miljoen gekost en hadden een omvang van 3,8 miljoen m3. Dit is ongeveer US$ 18 per m3.
|                 | jaar | Hoeveelheid (miljoen m3) | Kosten (miljoen US$) | kosten/m3 (US$) | kosten/m3 (€) |
| --------------- | ---- | ------------------------ | -------------------- | --------------- | ------------- |
| Miami Beach     | 2017 | 0,388                    | 11,5                 | 33,7            | 38,1          |
| Myrtle Beach    | 1976 | 3,8                      | 70,1                 | 18,4            | 15,3          |
| Virginia Beach  | 2017 | 1,2                      | 21,5                 | 17,9            | 20,2          |
| Monmouth Beach  | 2021 | 0,84                     | 26                   | 20,1            | 23,7          |
| Carolina & Kure | 2022 | 1,4                      | 20,3                 | 14,5            | 14,5          |

Wereldwijd liggen de prijzen voor zandsuppleties in gebieden waar geen (eigen) baggervloot beschikbaar is in de orde van € 20 - € 30. Voor de landen rond de Noordzee is door de North Sea Coastal Management Group een inventarisatie gemaakt. Dit gaf de volgende waarden:
| Land             | Strandsuppletie | Vooroever suppletie |
| ---------------- | --------------- | ------------------- |
| Groot-Brittannië | 10 - 18         |                     |
| België           | 5-10            |                     |
| Nederland        | 3,2 - 4,5       | 0,9 - 1,5           |
| Duitsland        | 4,4             |                     |
| Denemarken       | 4,2             | 2,6                 |